# 1980 (chanson)
Singles de Pascal Obispo
Y'a pas un homme qui soit né pour ça
(2004) Les Fleurs du bien
(2007)
1980 est un single de Pascal Obispo et Mélissa Mars sorti en 2006. Il est extrait du septième album studio de Pascal Obispo, Les Fleurs du bien.

## Formats
CD single
1. 1980 (Obispo - Florence / Obispo) 3:59
2. Rosa (Florence / Obispo) 4:58
3. 1980 (vidéoclip) 4:17
  - réalisé par Pascal Obispo

CD maxi
1. 1980 Medium Rare Remix 5:26
  - by Maxime Desprez
2. 1980 RMX 127 BPM 6:17
  - by Codbar
3. 1980 Under My Skin Remix 5:24
  - by John Zerand / Ginger Ale
4. 1980 Merignac Mix 7:25
  - by Travis Conway
5. 1980 Radio edit 3:59

## Crédits
- Version originale réalisée par Pascal Obispo avec Frédéric Château et Volodia
- Enregistré par Volodia et mixé par P. Schwier au Studio O.
- Masterisé chez Top Master
- Batterie : Keuj
- Basse, guitares, synthé : Pascal Obispo
- Programmations : M. Vaughan
- Guitare électrique : Frédéric Château
- Saxophone : M. Pinto
- Chœurs : Pascal Obispo et Frédéric Château
- Remixes masterisés chez Translab
- Éditions : Atlético Music

## Classements
| Pays     | Meilleure Position |
| -------- | ------------------ |
| Belgique | 3                  |
| France   | 5                  |
| Suisse   | 43                 |